# Bob Brookmeyer
Robert Edward Brookmeyer, né le 19 décembre 1929 à Kansas City (Missouri) et mort le 15 décembre 2011,, est un tromboniste, pianiste, compositeur et arrangeur de jazz américain.

## Biographie
Bob Brookmeyer commence à jouer en tant que musicien professionnel pendant ses études au conservatoire de Kansas City, qu'il quitte avant d'obtenir ses diplômes.
Il est pianiste au sein des big bands de Tex Beneke et de Ray McKinley, mais s'intéresse au trombone à piston au début des années 1950 alors qu'il joue dans l'orchestre de Claude Thornhill.
Bob Brookmeyer retient l'attention du public lors de sa participation au quartet de Gerry Mulligan de 1954 à 1957. Il joue ensuite avec Jimmy Giuffre avant de revenir au sein du Mulligan's Concert Jazz Band. À New York durant les années 1950 et 1960, il travaille également en studio d'enregistrement et pour les télévisions (il apparaît notamment dans l'orchestre du Merv Griffin Show (en), et écrit quelques arrangements pour Ray Charles). Puis il abandonne le monde précaire du jazz et devient musicien de studio à plein temps à Los Angeles à partir de 1968.
Pendant les dix ans où il réside sur la côte ouest, Bob Brookmeyer doit se débattre avec un sérieux problème d'alcoolisme. Après l'avoir surmonté il envisage de suspendre brièvement son activité de musicien pour devenir conseiller en alcoolisme. Puis il revient à New York et au jazz en 1978.
Durant les années 1980, il se consacre principalement à l'écriture et à la direction d'orchestre d'abord avec le Thad Jones/Mel Lewis Orchestra dont il fut le directeur musical, puis avec son propre ensemble le New Art Orchestra avec lequel il reçoit, en 1997, le prix de l'album de l'année en Angleterre pour New Works, et a été nommé au Grammy Awards en 2005 pour Get Well Soon dans la catégorie Best Jazz Big Band.
Bob Brookmeyer joue du trombone à piston, un instrument assez rare dans le jazz. Ce son particulier que produit Brookmeyer est aisément reconnaissable dans les albums de Stan Getz, Gerry Mulligan ou Jimmy Giuffre des années 1950, ainsi que ceux de Clark Terry dans les années 1960. Il joue également du piano, suffisamment bien pour avoir enregistré un duo de pianos avec Bill Evans en 1959.
Il est principalement reconnu comme compositeur, surtout pour ses arrangements pour big bands rappelant l'esprit de Duke Ellington ou de Count Basie tout en restant très contemporain. Ses pièces écrites dans les années 1960 pour les concerts de l'orchestre de Mulligan et du Thad Jones/Mel Lewis Jazz Orchestra renouvellent le style du big-band jazz, à une époque où plusieurs critiques le considèrent comme moribond. Plus tard Bob Brookmeyer développera son propre style en intégrant des éléments de musique classique moderne.
Après un séjour en Europe, il repart aux États-Unis où il continue à écrire et à enregistrer. Il devient titulaire de la chaire de composition au département de jazz du Conservatoire de musique de la Nouvelle-Angleterre de Boston, où il devient un enseignant respecté (Maria Schneider est l'une de ses élèves) et il fonde une école de musique en Hollande qu'il dirigera pendant plusieurs années.
En juin 2005, Bob Brookmeyer signe avec le label ArtistShare et enregistre l'album Spirit Music avec son New Art Orchestra.
Bob Brookmeyer est décoré en 2006 du NEA Jazz Masters Fellowship à Grantham (New-Hampshire) où il réside. Il a reçu huit nominations aux Grammy Awards, et a été récompensé pour les arrangements de l'album Forever Lasting du Vanguard Jazz Orchestra.
Son dernier album, Standards, est enregistré en septembre 2011 avec le New Art Orchestra et la chanteuse Fay Claassen.

## Discographie

### En tant que leader/co-leader
- 1954 : Quintets (Vogue)
- 1954 : Bob Brookmeyer Quartet (Pacific Jazz) avec John Williams et Red Mitchell
- 1954–55 : The Dual Role of Bob Brookmeyer (Prestige)
- 1955 : Bob Brookmeyer Plays Bob Brookmeyer and Some Others (Clef) aussi sorti comme The Modernity of Bob Brookmeyer
- 1956 : Tonite's Music Today (Storyville) - Bob Brookmeyer–Zoot Sims Quintet
- 1956 : Whooeeee (Storyville) - Bob Brookmeyer–Zoot Sims Quintet
- 1956 : Brookmeyer (Vik) aussi sorti comme Bob Brookmeyer and His Orchestra
- 1957 : Traditionalism Revisited (World Pacific)
- 1957 : Jazz Concerto Grosso (ABC-Paramount) avec Gerry Mulligan et Phil Sunkel
- 1957 : The Street Swingers (World Pacific) avec Jim Hall et Jimmy Raney
- 1958 : Kansas City Revisited (United Artists)
- 1958 : Stretching Out (United Artists) avec Zoot Sims-Bob Brookmeyer Octet
- 1959 : The Ivory Hunters United Artists): Brookmeyer au piano avec Bill Evans
- 1959 : Portrait of the Artist  (Atlantic)
- 1960 : Jazz Is a Kick (Mercury)
- 1960 : The Blues Hot and Cold (Verve)
- 1961 : 7 x Wilder (Verve)
- 1961 : Recorded Fall 1961 (Verve) avec Stan Getz
- 1962 : Gloomy Sunday and Other Bright Moments (Verve)
- 1962 : Trombone Jazz Samba (Verve)
- 1963 : Samba Para Dos (Verve) avec Lalo Schifrin
- 1964 : Bob Brookmeyer and Friends (Columbia)
- 1964 : Tonight (Mainstream) - Clark Terry-Bob Brookmeyer Quintet
- 1965 : The Power of Positive Swinging (Mainstream) - Clark Terry-Bob Brookmeyer Quintet
- 1966 : Gingerbread Men (Mainstream) -  Clark Terry-Bob Brookmeyer Quintet
- 1978 : Back Again (Sonet)
- 1978 : The Bob Brookmeyer Small Band (DCC Jazz, 1999)
- 1986 : Oslo (Concord)
- 1991 : Electricity (ACT)
- 1993 : Paris Suite (Challenge)
- 1994 : Old Friends (Storyville)
- 1997 : New Works Celebration (Challenge)
- 1998 : Out of This World (Koch)
- 1998 : Together (Challenge)
- 1999 : Madly Loving You (Challenge)
- 2000 : Holiday (Challenge)
- 2001 : Waltzing With Zoe (Challenge)
- 2002 : Get Well Soon (Challenge)
- 2004 : Island (Artists House)
- 2006 : Spirit Music (ArtistShare)
- 2011 : Standards (ArtistShare)

### En tant que sideman
Avec Stan Getz
- 1953 : The Artistry of Stan Getz (Clef)
- 1954 : Stan Getz at The Shrine (Verve)
- 1957 : Interpretations by the Stan Getz Quintet (Norgran)
- 1957 : Stan Getz and the Cool Sounds (Verve) 1953-1955

Avec Gerry Mulligan
- 1954 : Paris Concert (Pacific Jazz)
- 1955 : California Concerts (Pacific Jazz)
- 1955 : Presenting the Gerry Mulligan Sextet (EmArcy)
- 1955 : Mainstream of Jazz (EmArcy)
- 1956 : Profile (Sextet) (EmArcy)
- 1956 : Recorded in Boston at Storyville (Pacific Jazz)
- 1957 : The Teddy Wilson Trio & Gerry Mulligan Quartet with Bob Brookmeyer at Newport (Verve)
- 1960 : The Concert Jazz Band (Verve)
- 1960 : Gerry Mulligan and the Concert Jazz Band on Tour (Verve, [1962])
- 1960 : Gerry Mulligan and the Concert Jazz Band at the Village Vanguard (Verve)
- 1961 : Holliday with Mulligan (DRG, [1980]) avec Judy Holliday
- 1961 : Gerry Mulligan Presents a Concert in Jazz (Verve)
- 1962 : The Gerry Mulligan Quartet (Verve)
- 1962 : Spring Is Sprung (Philips)
- 1962 : Gerry Mulligan '63 (Verve)
- 1963 : Night Lights (Philips)
- 1964 : Butterfly with Hiccups (Limelight)
- 1972 : The Age Of Steam (A&M) Gerry Mulligan and his Orchestra

Avec Bud Shank
- 1954 : Strings & Trombones (Pacific Jazz)
- 1958 : I'll Take Romance (World Pacific)

Avec Oscar Pettiford
- 1955 : Another One (Bethlehem)
- 1955 : Jazz Mainstream (Bethlehem)
- 1956 : Volume 2 (Bethlehem)

Avec Al Cohn
- 1956 : The Al Cohn Quintet Featuring Bobby Brookmeyer (Coral)
- 1961 : Son of Drum Suite (RCA Victor)

Avec Manny Albam
- 1956 : The Jazz Workshop (RCA Victor)
- 1962 : Jazz Goes to the Movies (Impulse!)
- 1966 : Brass on Fire (Sold State)

Avec Zoot Sims
- 1956 : The Modern Art of Jazz by Zoot Sims (Dawn)
- 1961 : Choice (Pacific Jazz)

Avec Kai Winding
- 1956 : The Trombone Sound (Columbia)

Avec Jimmy Raney
- 1957 : Jimmy Raney In Three Attitudes (ABC-Paramount)

Avec Jimmy Giuffre
- 1958 : Trav'lin' Light (Atlantic)
- 1958 : The Four Brothers Sound (Atlantic)
- 1958 : Western Suite (Atlantic)

Avec Woody Herman
- 1958 : The Herd Rides Again... In Stereo (Everest)

Avec Bill Pots
- 1959 : The Jazz Soul Of Porgy & Bess (United Artists)

Avec Ray Charles
- 1959 : The Genius of Ray Charles (Atlantic)

Avec Lee Konitz
- 1959 : You and Lee (Verve)

Avec Ruby Braff
- 1959 : Blowing Around The World (United Artists)

Avec Ralph Burns
- 1961 : Where There's Burns There's Fire (Warwick)

Avec Cannonbal Adderley
- 1961 : African Waltz (Riverside)

Avec Buddy Greco
- 1961 : I Like It Swinging (Epic)

Avec Pee Wee Russell et Coleman Hawkins
- 1961 : Jazz Reunion (Candid)

Avec Curtis Fuller
- 1962 : Cabin in the Sky (Impulse!)

Avec Gary Burton
- 1962 : Who Is Gary Burton? (RCA)
- 1963 : The Groovy Sound of Music (RCA)

Avec Gary McFarland
- 1962 : The Jazz Version of « How to Succeed in Business without Really Trying? » (Verve)
- 1963 : The In Sound (Verve)
- 1965 : Tijuana Jazz (Impulse!), avec Clark Terry

Avec Anita O'Day
- 1962 : All the Sad Young Men (Verve)

Avec Lalo Schifrin
- 1965 : Once a Thief and Other Themes (Verve)

Avec Oliver Nelson
- 1966 : Encyclopedia of Jazz (Verve)
- 1966 : The Sound of Feeling (Verve)

Avec Bobby Hackett
- 1967 : Creole Cookin' (Verve)

Avec Benny Aronov (en)
- 1969 : The Jazz Excursion Into « Hair » (World Pacific)

Avec Bob Thiele
- 1969 : Head Start (Flying Dutchman)

Avec Clark Terry
- 1971 : Clark Terry & Bob Brookmeyer (Verve)

Avec Dave Frishberg (en)
- 1978 : You're A Lucky Guy (Concord)

Avec Bobby Bryant
- 1979 : Shadow Box (Choice)

Avec Monty Budwig
- 1979 : Dig (Concord)

Avec Don Sebesky
- 1979 : Three Works For Jazz Soloists & Symphony Orchestra (Gryphon)

Avec Michel Petrucciani
- 1997 : Both Worlds (Dreyfus Jazz)

Avec Henri Texier
- Respect (1997)

Avec Arkadia Jazz All Stars
- 1998 : Thank You, Gerry!

Avec Jim Hall
- 1999 : Live At The North Sea Jazz Festival (Challenge)

Avec Marko Lackner (de)
- 2005 : Awakening (Double Moon)

### En tant qu'arrangeur
Avec Terry Gibbs
- 1959 : Dream Band (Contemporary) [1986]

Avec Jack Teagarden
- 1962 : Think Well Of Me (Verve)

Avec le Thad Jones/Mel Lewis Orchestra
- 1969 : Monday Night (Solid State)